# Hans Sump
Hans Richard Sump (* 14. August 1925; † 11. Mai 2012) war ein deutscher Fußballspieler, welcher in der Oberliga Nord insgesamt 130 Ligaspiele mit 50 Toren für die Vereine FC St. Pauli (105/39) und Harburger TB 1865 (25/11) absolviert hat.

## Werdegang
Sump, dessen Vater Richard Sump Torwart beim Hamburg St. Pauli Turnverein sowie später Trainer und stellvertretender Vorsitzender war, war mit seiner Geburt Mitglied des FC St. Pauli.
Sump spielte ab 1931 Fußball und durchlief alle Jugendmannschaften – meist zusammen mit Harald Stender. Seine Premiere in der 1. Mannschaft feierte der torgefährliche Angreifer 1942 als 17-Jähriger. Er wurde 1943 zur Wehrmacht eingezogen und kehrte erst 1949 aus der Kriegsgefangenschaft in Nordafrika nach Hamburg zurück. Von 1949 bis 1955 gehörte er der Ligamannschaft des FC St. Pauli an und wirkte in 250 Spielen mit. Die erste vollständige Oberligarunde erlebte er 1949/50 an der Seite von Mitspielern wie Rudolf Schönbeck, Hans Appel, Heinz Hempel, Walter Dzur, Harald Stender, Alfred Beck, Alfred Boller und Justus Eccarius und hatte mit 14 Ligaeinsätzen und sechs Toren an der errungenen Vizemeisterschaft seinen Anteil. In den Spielzeiten 1948/49 1949/50, und 1950/51 nahm er mit dem FC St. Pauli  an der Endrunde der Deutschen Meisterschaft teil. Sein letztes Endrundenspiel bestritt Hans Sump am 10. Juni 1951 in Hamburg im Gruppenspiel gegen die SpVgg Fürth, als er beim 1:0-Heimerfolg mit Stender, Boller, Günter Woitas und Beck auf Halbrechts den Angriff des Gastgebers gebildet hatte.
In der Runde 1952/53 stürmte er für eine Saison beim Harburger TB 1865 und erzielte bei 25 Ligaeinsätzen elf Tore und belegte mit Mitspielern wie Torhüter Ludwig Alm und Erich Rohrschneider mit dem HTB den 14. Rang in der Abschlusstabelle. Im Sommer 1953 kehrte er zurück ans Millerntor, wo ebenfalls Werner Heitkamp und Karl-Heinz Petersen vom SC Concordia Hamburg hinzustießen. Für den Klub spielte er anschließend wieder in der Oberliga bzw. der überregionalen Oberliga-Vergleichsrunde. Seine letzten fünf Oberligaspiele (4 Tore) absolvierte Sump in der Hinrunde der Saison 1954/55; dann musste er seine aktive Laufbahn für St. Pauli beenden, weil er an Tuberkulose erkrankt war. Im Sommer 1955 wurde er als Sportinvalide anerkannt, so dass der FC St. Pauli vier statt drei Vertragsspieler verpflichten durfte.
Im Mai 1959 trat Sump nochmals als Repräsentativspieler in Erscheinung, als im Rahmenprogramm eines im Hamburger Volksparkstadion ausgetragenen Länderspiels zwischen Deutschland und Polen sich zwei Hamburger Stadtmannschaften mit Größen des Hamburger Fußballsports der 1930er und 1940er Jahre gegenüberstanden.
Sump betrieb am Brauerknechtgraben in Hamburg-Neustadt ein Geschäft für Schiffsausrüstung.